# Веслування на байдарках і каное на літніх Олімпійських іграх 2012
Змагання з веслування на байдарках і каное в програмі літніх Олімпійських ігор 2012 охоплювали два види дисциплін: слалом та спринтерські перегони. Слаломні змагання проходили з 29 липня по 2 серпня у Водному центрі Лі-Веллі, а змагання зі спринту з 6 по 11 серпня на каналі Веслувального центру Ітонського коледжу на озері Дорні.

## Медалі

### Медальний залік
| Місце  | Країна          | Золото | Срібло | Бронза | Загалом |
| ------ | --------------- | ------ | ------ | ------ | ------- |
| 1      | Німеччина       | 3      | 2      | 3      | 8       |
| 2      | Угорщина        | 3      | 2      | 1      | 6       |
| 3      | Велика Британія | 2      | 1      | 1      | 4       |
| 4      | Франція         | 2      | 0      | 0      | 2       |
| 5      | Україна         | 1      | 2      | 0      | 3       |
| 6      | Австралія       | 1      | 1      | 0      | 2       |
| 7      | Росія           | 1      | 0      | 2      | 3       |
| 8      | Італія          | 1      | 0      | 0      | 1       |
| 8      | Нова Зеландія   | 1      | 0      | 0      | 1       |
| 8      | Норвегія        | 1      | 0      | 0      | 1       |
| 11     | Білорусь        | 0      | 2      | 1      | 3       |
| 11     | Іспанія         | 0      | 2      | 1      | 3       |
| 13     | Канада          | 0      | 1      | 2      | 3       |
| 14     | Чехія           | 0      | 1      | 1      | 2       |
| 15     | Литва           | 0      | 1      | 0      | 1       |
| 15     | Португалія      | 0      | 1      | 0      | 1       |
| 17     | Словаччина      | 0      | 0      | 2      | 2       |
| 18     | Польща          | 0      | 0      | 1      | 1       |
| 18     | ПАР             | 0      | 0      | 1      | 1       |
| Всього | Всього          | 16     | 16     | 16     | 48      |

### Слалом
| Дисципліна                  | Золото                                     | Срібло                                       | Бронза                                     |
| --------------------------- | ------------------------------------------ | -------------------------------------------- | ------------------------------------------ |
| Каное-одиночки, чоловіки    | Тоні Естанге Франція                       | Сідеріс Тасіадіс Німеччина                   | Міхал Мартікан Словаччина                  |
| Каное-двійки, чоловіки      | Велика Британія Тімоті Бейллі Етьєнн Стотт | Велика Британія Девід Флоренс Річард Гунслоу | Словаччина Павол Гохшорнер Петер Гохшорнер |
| Байдарки-одиночки, чоловіки | Даніеле Молменті Італія                    | Ваврінець Граділек Чехія                     | Ганнес Айгнер Німеччина                    |
| Байдарки-одиночки, жінки    | Емілі Фер Франція                          | Джессіка Фокс Австралія                      | Маялен Шурро Іспанія                       |

### Спринтерські перегони
Чоловіки
| Дисципліна                | Золото                                                  | Срібло                                                          | Бронза                                                  |
| ------------------------- | ------------------------------------------------------- | --------------------------------------------------------------- | ------------------------------------------------------- |
| Каное-одиночки, 200 м     | Юрій Чебан Україна                                      | Євген Шуклін Литва                                              | Іван Штиль Росія                                        |
| Каное-одиночки, 1000 м    | Себастьян Брендель Німеччина                            | Давид Кал Іспанія                                               | Марк Олдершоу Канада                                    |
| Каное-двійки, 1000 м      | Німеччина Петер Кречмер Курт Кушела                     | Білорусь Андрій Богданович Олександр Богданович                 | Росія Олексій Коровашков Ілля Первухін                  |
| Байдарки-одиночки, 200 м  | Ед Макківер Велика Британія                             | Саул Кравіотто Іспанія                                          | Марк де Йонг Канада                                     |
| Байдарки-одиночки, 1000 м | Ейрік Верос Ларсен Норвегія                             | Адам ван Куверден Канада                                        | Макс Гофф Німеччина                                     |
| Байдарки-двійки, 200 м    | Росія Юрій Постригай Олександр Дяченко                  | Білорусь Роман Петрушенко Вадим Махньов                         | Велика Британія Лаям Гіт Джон Скофілд                   |
| Байдарки-двійки, 1000 м   | Угорщина Домбі Рудольф Кекень Роланд                    | Португалія Фернандо Пімента Емануель Сілва                      | Німеччина Мартін Голлштайн Андреас Іле                  |
| Байдарки-четвірки, 1000 м | Австралія Тейт Сміт Дейв Сміт Маррей Стюарт Джекоб Клір | Угорщина Каммерер Золтан Тот Давид Куліфай Тамаш Пауман Даніель | Чехія Даніель Гавел Лукаш Трефіл Йозеф Достал Ян Штерба |

Жінки
| Дисципліна               | Золото                                                              | Срібло                                                                        | Бронза                                                            |
| ------------------------ | ------------------------------------------------------------------- | ----------------------------------------------------------------------------- | ----------------------------------------------------------------- |
| Байдарки-одиночки, 200 м | Ліза Керрінгтон Нова Зеландія                                       | Інна Осипенко-Радомська Україна                                               | Наташа Душев-Янич Угорщина                                        |
| Байдарки-одиночки, 500 м | Данута Козак Угорщина                                               | Інна Осипенко-Радомська Україна                                               | Бріджитт Гартлі ПАР                                               |
| Байдарки-двійки, 500 м   | Німеччина Франціска Вебер Тіна Дітце                                | Угорщина Каталін Ковач Наташа Душев-Янич                                      | Польща Беата Миколайчик Кароліна Ная                              |
| Байдарки-четвірки, 500 м | Угорщина Габріелла Сабо Данута Козак Каталін Ковач Крістіна Фазекаш | Німеччина Каролін Леонгардт Франціска Вебер Катрін Вагнер-Аугустін Тіна Дітце | Білорусь Ірина Помелова Надія Попок Ольга Худенко Марина Полторан |

## Спортивні об'єкти
| Веслування на байдарках і каное | Гребний слалом                               |
| Озеро Дорні                     | Центр гребного слалому Броксбурна            |
| ------------------------------- | -------------------------------------------- |
| Вид з висоти пташиного польоту  | Павільйон Центру гребного слалому Броксбурна |
| Місткість: 20000                | Місткість: 12000                             |